# Bethel Heights
Bethel Heights è un comune degli Stati Uniti d'America, situato in Arkansas, nella contea di Benton.